# Pheidole branstetteri
Pheidole branstetteri  (лат.) — вид муравьёв рода Pheidole из подсемейства Myrmicinae (Formicidae). Центральная Америка: Мексика (Chiapas). Низинные дождевые леса. Крупные рабочие (солдаты): ширина головы 0,92—1,17 мм, длина головы равна 0,92—1,04 мм, длина скапуса — 0,69—0,73 мм. Мелкие рабочие: ширина головы 0,56—0,66 мм, длина головы равна 0,59—0,70 мм, длина скапуса — 0,63—0,78 мм. Клипеус гладкий и блестящий. Окраска оранжевая. Вид был описан в 2009 году американским мирмекологом Джоном Лонгино (англ. John T. Longino; The Evergreen State College, Олимпия, штат Вашингтон) и назван в честь энтомолога Майкла Бранштеттера (англ. Michael Branstetter), внесшего вклад в развитие проекта LLAMA (англ. Leaf Litter Arthropods of MesoAmerica) по исследованию членистоногих Центральной Америки.